# Bến phà Świnoujście
Bản mẫu:Przedsiębiorstwo infobox

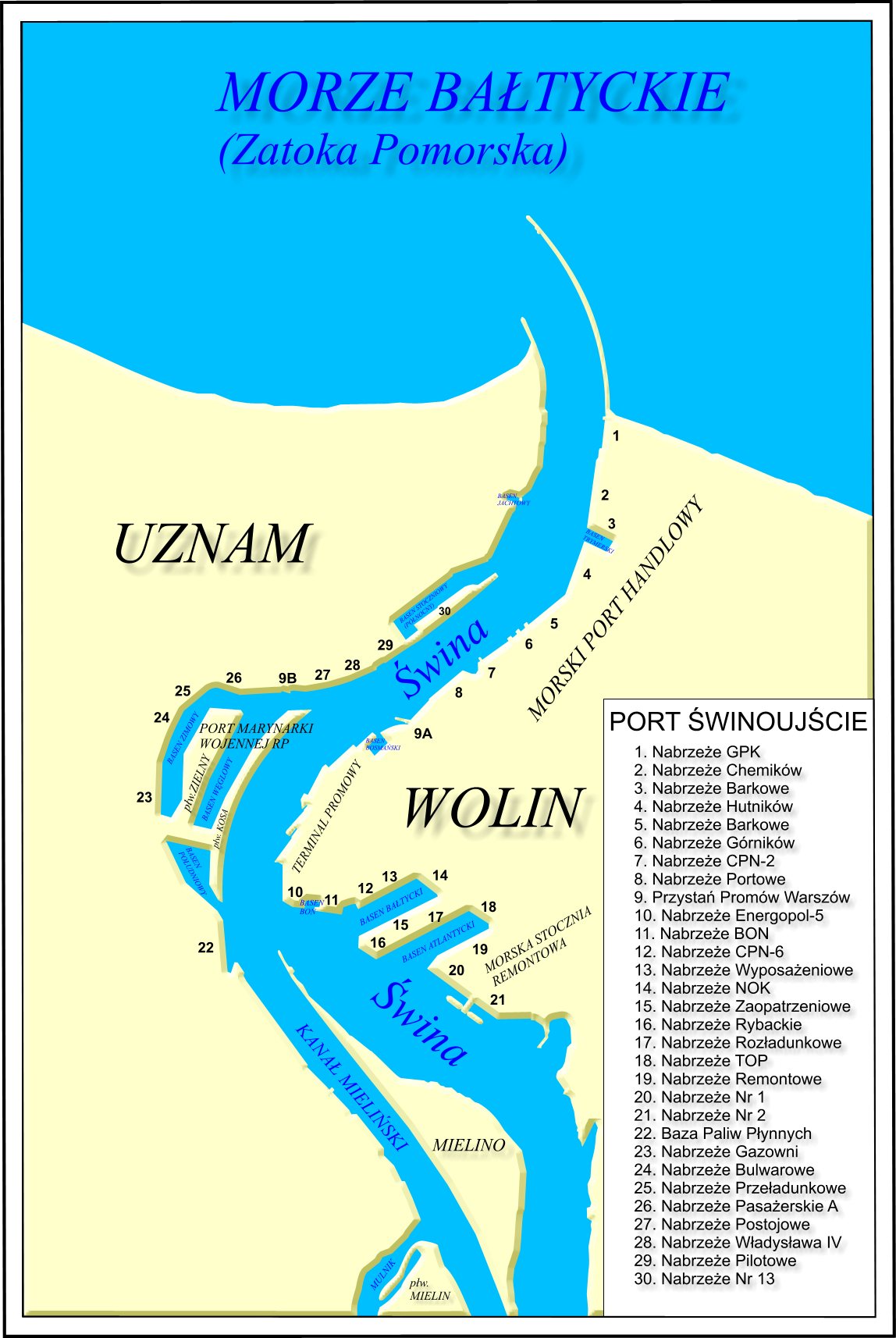
Kế hoạch của cảng biển Świnoujście với bến phà Swinoujście được đánh dấu

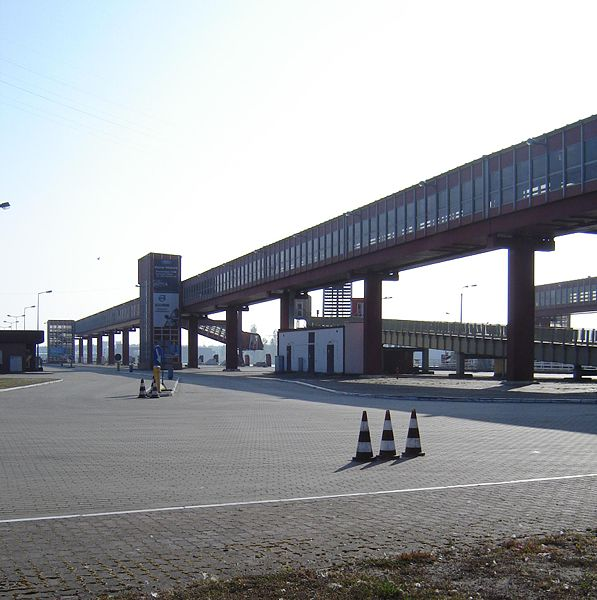
Bến phà

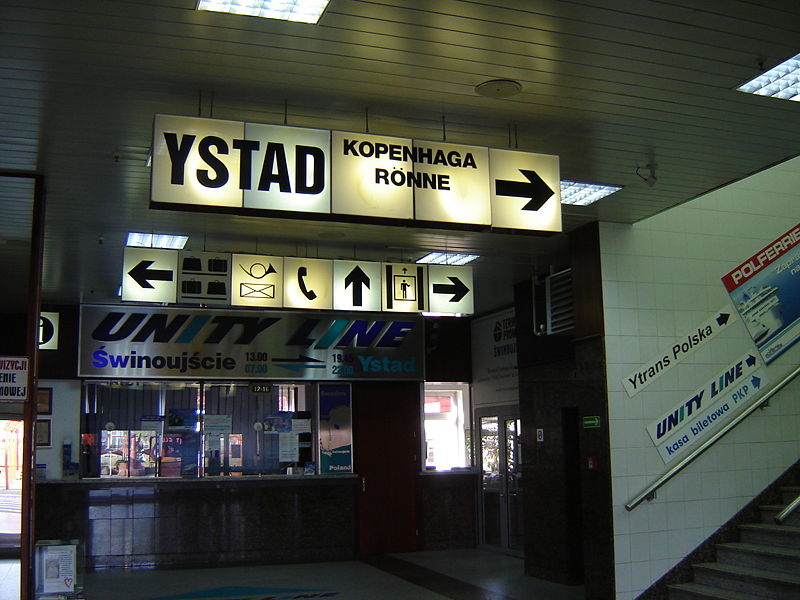
Chế độ xem bến bên trong

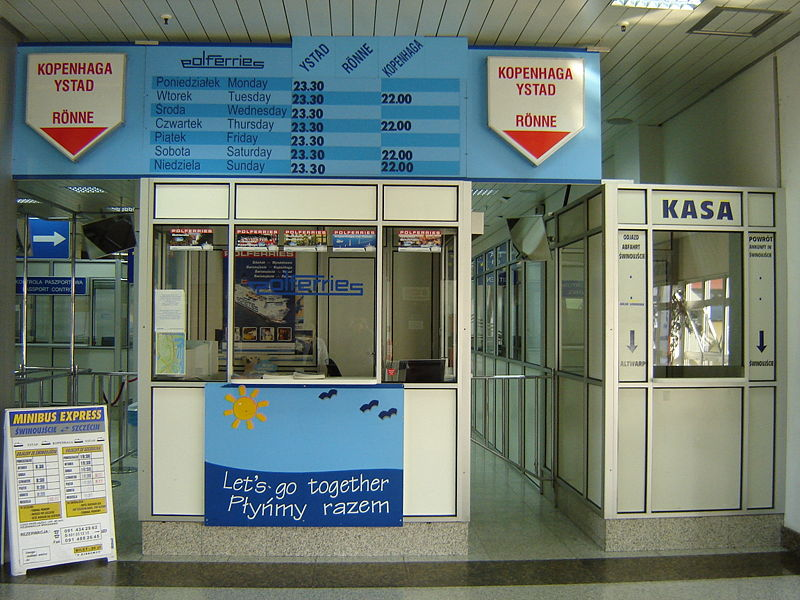
Bến phà - điểm thông quan

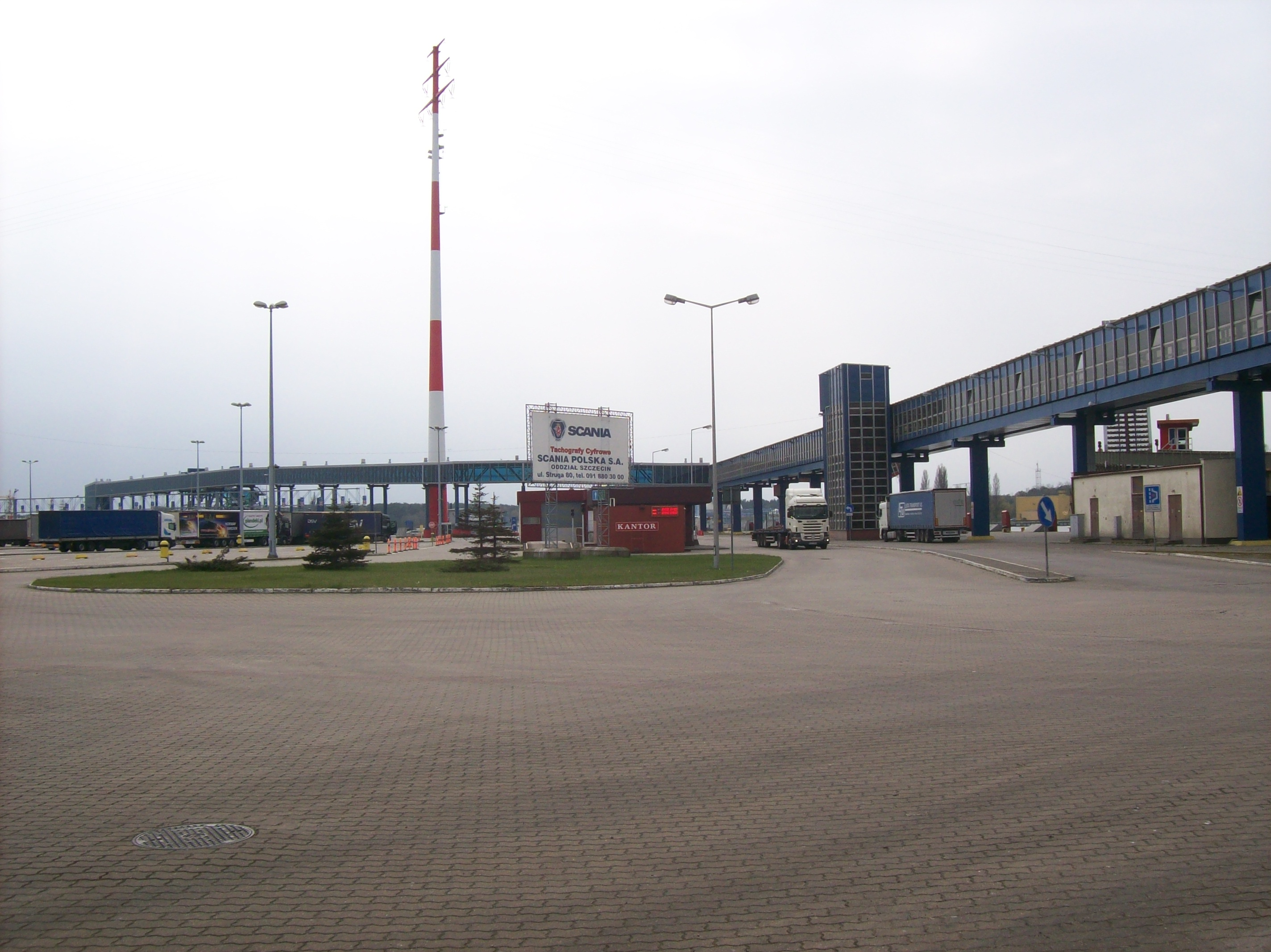
Cầu cảng mới được xây dựng của bến phà ở Świnoujście

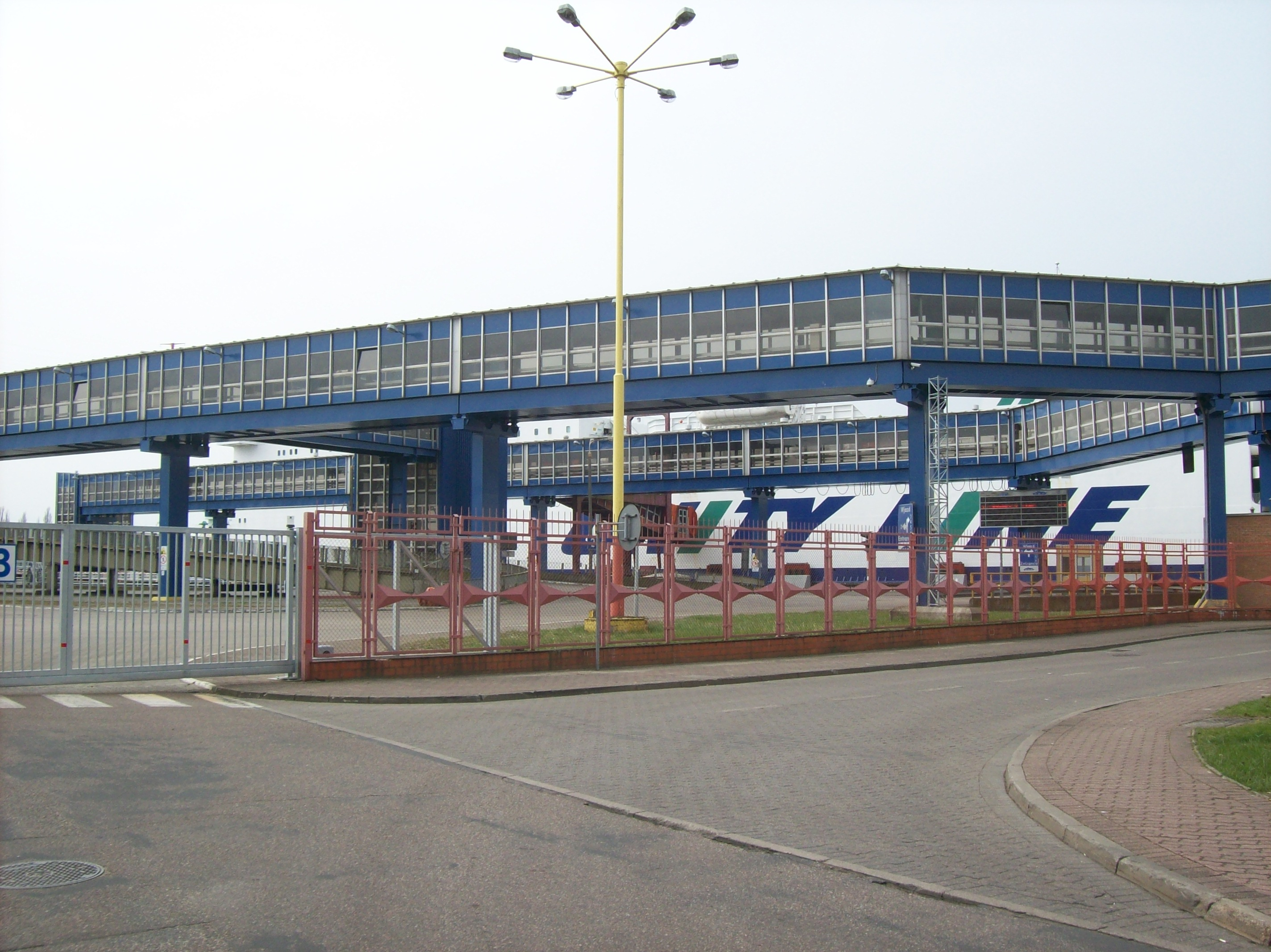
Một mảnh mới được xây dựng của bến phà Świnoujście

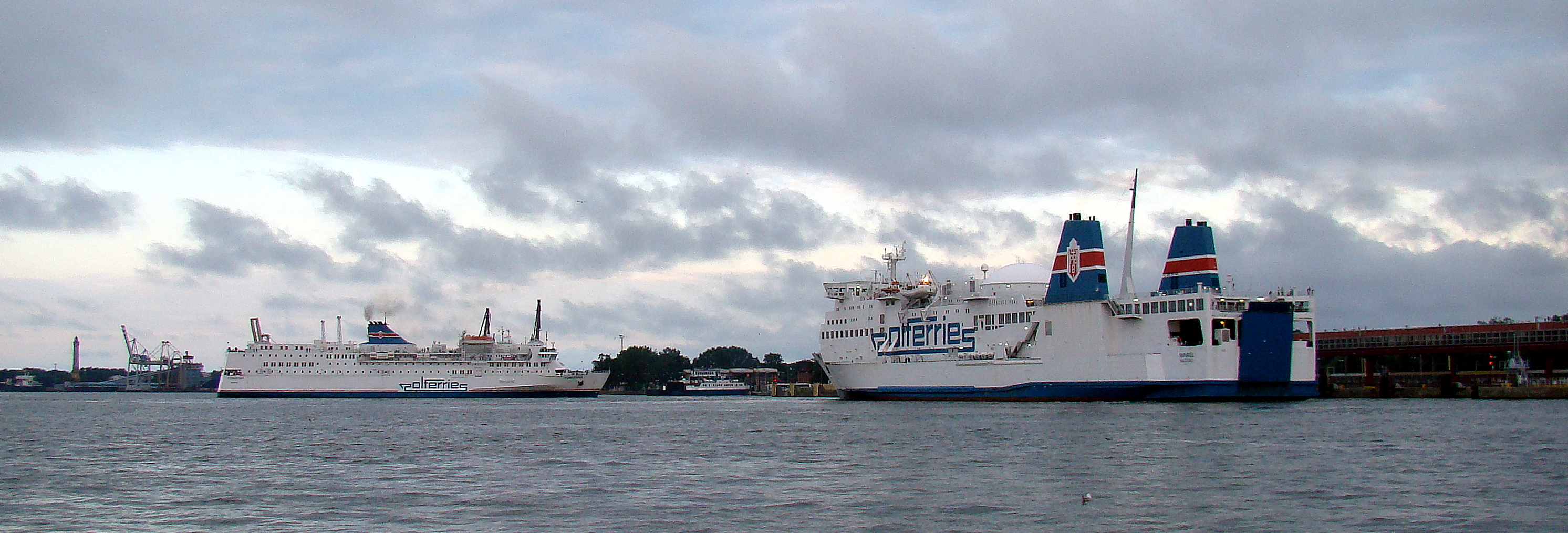
MF Wawel và MF Pomerania trước bến phà Świnoujście

Bến phà Swinoujście Sp. z oo - một công ty và bến phà trên biển Baltic, nằm ở phía đông của cảng biển Świnoujście, trên đảo Wolin, ở Świnoujście, thuộc một phần của Warszów. Một trong bốn bến phà của Ba Lan (hai bến còn lại ở Gdynia - Stena Line Terminal Gdynia và Gdańsk: PB Phà Phà và Bến phà Westerplatte).

## Lịch sử
Kết nối phà sau chiến tranh thế giới thứ hai đầu tiên từ Świnoujście (bến cảng Odra tại ga cùng tên) đến Trelleborg đã được hạ thủy vào ngày 20 tháng 2 năm 1948 [ cần thiết   chú thích ]. Nó ban đầu phục vụ ba tàu hơi nước  Thụy Điển (SS Starke, SS Drottning Victoria và SS Konung Gustav V) thích hợp cho việc vận chuyển những chiếc xe đường sắt, thuộc Statens Järnvägar (SJ; Đường sắt Tiểu bang Thụy Điển). SS Drottning Victoria và SS Konung Gustav V từ tháng 11 năm 1945 đi trên tuyến Trelleborg - Gdańsk và sau đó cùng với SS Starke trong khoảng thời gian từ 1946 đến 1948 trên tuyến Trelleborg - Gdynia, sau đó chúng được chuyển sang tuyến Swinoujście. Phà cũng phục vụ vận tải hành khách đường sắt, bao gồm tàu chở khách Balt-Orient-Express  từ năm 1948 tuyến Stockholm - Belgrade và từ đầu những năm 1950 tuyến Stockholm - Sofia. Đến năm 1954, cho đến khi thanh lý tuyến, phà SS Kopernik của Ba Lan và đơn vị Vasa Thụy Điển đã di chuyển trên đó. 
Kategoria:Artykuły z brakującymi przypisami od 2017-10
Kategoria:Artykuły z brakującymi przypisami od 2017-10
Trong năm 2015, nhà ga đã được mở rộng với một cầu cảng mới để phục vụ các tàu cao tới 220 mét .

## Chuyến
Phà đến Thụy Điển có sẵn từ nhà ga - đến Trelleborg và Ystad.
Quốc lộ số 3 dẫn đến nhà ga, cũng là một phần của tuyến đường châu Âu E65. Nhà ga có kết nối đất liền (đường bộ và đường sắt) và kết nối đường thủy (thông qua tuyến Świnoujście-Szczecin) với Szczecin và phần còn lại của đất nước.
Nhà ga là một thành phần của cơ sở hạ tầng giao thông Ba Lan, cũng hoạt động như biên giới biển Swinoujście. Đây là một trung tâm giao thông quan trọng của giao thông Trung Âu, kết nối Scandinavia với Trung và Nam Âu; trong quá khứ, nó cũng cho phép kết nối phà với Tây Âu .

## Các bến
| Tên bến  | chiều dài | chiều sâu | hành khách | xe cá nhân | xe tải  | toa xe đường sắt |
| -------- | --------- | --------- | ---------- | ---------- | ------- | ---------------- |
| Bến số 1 | 242m      | 13m       | 20x20px    | 20x20px    | 20x20px |                  |
| Bến số 2 | 193m      | 11m       | 20x20px    | 20x20px    | 20x20px | 20x20px          |
| Bến số 3 | 194m      | 9,5m      | 20x20px    | 20x20px    | 20x20px | 20x20px          |
| Bến số 4 | 184m      | 9,5m      | 20x20px    | 20x20px    | 20x20px |                  |
| Bến số 5 | 196m      | 9,5m      | 20x20px    | 20x20px    | 20x20px |                  |
| Bến số 6 | 154m      | 9,5m      |            |            |         |                  |